# Tybetański Region Autonomiczny
Tybetański Region Autonomiczny, Tybet (tyb. བོད་རང་སྐྱོང་ལྗོངས་, Wylie: Bod-rang-skyong-ljongs, ZWPY: Poi Ranggyong Jong; chiń.: 西藏自治区; pinyin: Xīzàng Zìzhìqū) – region autonomiczny Chińskiej Republiki Ludowej ze stolicą w Lhasie. Powstał w 1965 roku w wyniku połączenia dotychczasowego regionu Tybet i terytorium Qamdo.
W 2006 roku została otwarta kolej tybetańska, która łączy ten region z prowincją Qinghai.
W 2008, w rocznicę chińskiej inwazji, doszło do kolejnych antyrządowych wystąpień, głównie w stołecznej Lhasie i okolicznych regionach, krwawo tłumionych przez chińskie jednostki militarne i paramilitarne.

## Gospodarka
Tybet jest jednym z najsłabiej rozwiniętych regionów Chin. Główną gałęzią jego gospodarki jest koczownicza hodowla jaków, owiec, kóz i wielbłądów, a także myślistwo. Uprawia się jęczmień, grykę, rośliny strączkowe. Duże znaczenie ma też rzemiosło. Przemysł skupiony wokół metalurgii, materiałów budowlanych oraz w sektorze spożywczym. W Tybecie znajdują się bardzo bogate złoża chromu, miedzi, litu, żelaza, cynku i ołowiu oraz złoża uranu.
Wraz z rosnącym stopniem otwarcia Chin na świat i względną liberalizacją polityki Pekinu wobec Tybetu, w regionie – a szczególnie jego stolicy Lhasie – dokonują się poważne przemiany gospodarcze. Za sprawą miliardowych inwestycji rządu centralnego w renowację zabytków i infrastrukturę komunikacyjną dynamicznie rozwija się turystyka.

## Podział administracyjny
| Mapa                    |          |           |                |                    |                           |          |              |
|                         |          |           |                |                    |                           |          |              |
| Lp.                     | Nazwa    | Siedziba  | Tybetański     | Pinyin tybetański  | Transliteracja Wyliego    | Chiński  | Hanyu pinyin |
| – Prefektury miejskie – |          |           |                |                    |                           |          |              |
| 7                       | Nyingchi | Bayi      | ཉིང་ཁྲི་གྲོང་ཁྱེར།    | Nyingchi Chongkyir | nying-khri grong-khyer    | 林芝市   | Línzhī Shì   |
| 3                       | Qamdo    | Karub     | ཆབ་མདོ་གྲོང་ཁྱེར།   | Qamdo Chongkyir    | chab-mdo grong-khyer      | 昌都市   | Chāngdū Shì  |
| 4                       | Xigazê   | Samzhubzê | གཞིས་ཀ་རྩེ་གྲོང་ཁྱེར། | Xigazê Chongkyir   | gzhis-ka-rtse grong-khyer | 日喀则市 | Rìkāzé Shì   |
| 5                       | Lhasa    | Chengguan | ལྷ་ས་གྲོང་ཁྱེར།     | Lhasa Chongkyir    | lha-sa grong-khyer        | 拉萨市   | Lāsà Shì     |
| 6                       | Shannan  | Nêdong    | ལྷོ་ཁ་གྲོང་ཁྱེར།     | Lhoka Chongkyir    | lho-kha grong-khyer       | 山南市   | Shānnán Shì  |
| 2                       | Nagqu    | Seni      | ནག་ཆུ་གྲོང་ཁྱེར།    | Nagqu Chongkyir    | nag-chu grong-khyer       | 那曲市   | Nàqū Shì     |
| – Prefektury –          |          |           |                |                    |                           |          |              |
| 1                       | Ngari    | Gar       | མངའ་རིས་ས་ཁུལ།   | Ngari Sakü         | mnga'-ris sa-khul         | 阿里地区 | Ālǐ Dìqū     |